# Patrulla Norte
Patrulla Norte  es una película en blanco y negro de Argentina dirigida por Enio Echenique sobre su propio guion escrito en colaboración con Noel Barona y Leónidas Labanca sobre el argumento de Ricardo Setaro que se estrenó el 18 de octubre de 1951 y que tuvo como protagonistas a Roberto Airaldi, Rodolfo Blasco, Miriam Sucre, Ricardo Trigo y Carmen Valdés. Este fue el debut de Echenique como director y la primera película que se filmó en la provincia de Formosa y contó con la participación del perro adiestrado Halcón II.

## Sinopsis
Película sobre la actividad de la Gendarmería Nacional en la represión del contrabando.

## Reparto
Intervinieron en el filme los siguientes intérpretes:
- Roberto Airaldi …Pablo Marán
- Rodolfo Blasco
- Carlos A. Gordillo…Niño
- Antonio Gómez
- Claudio Lucero…Severino Pérez
- José Ozaeta
- Marcelino Peña
- David Solón
- Miriam Sucre…Lucila
- Ricardo Trigo…Ortiz
- Carmen Valdés …Lola
- Cuarteto Guaraní

## Comentarios
Noticias Gráficas señala:

”Excelente fotografía y eficaz labor de Halcón II.”

A su vez King comenta:

”Carece de fuerza la acción, Enio Echenique, director debutante, se conduce como tal en una labor simple.”